# Saltabardisses cintada
La saltabardisses cintada (Pyronia bathseba) és una espècie de lepidòpter papilionoïdeu de la família dels nimfàlids (Nymphalidae) present als Països Catalans.

## Descripció

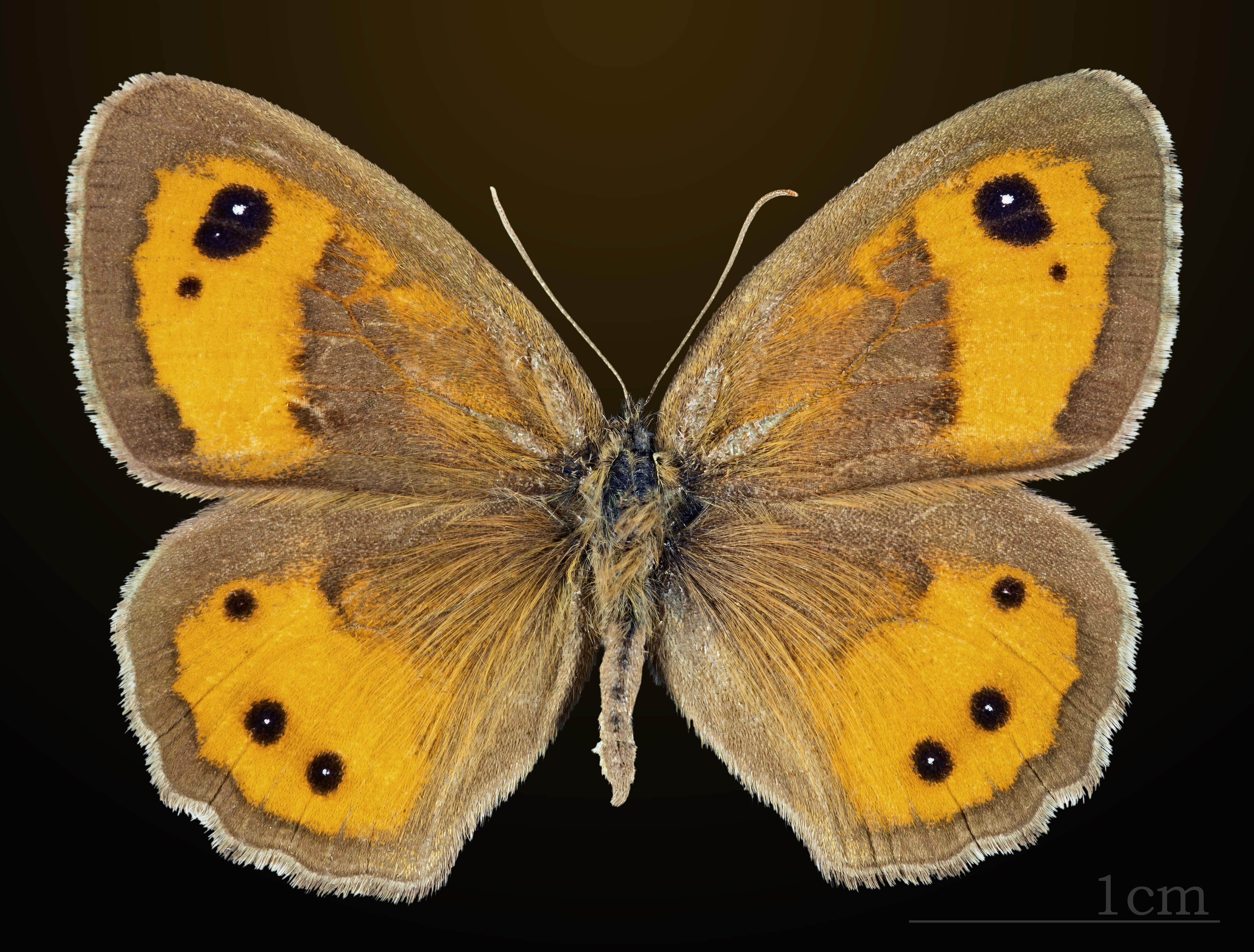
Saltabardisses cintada ♂
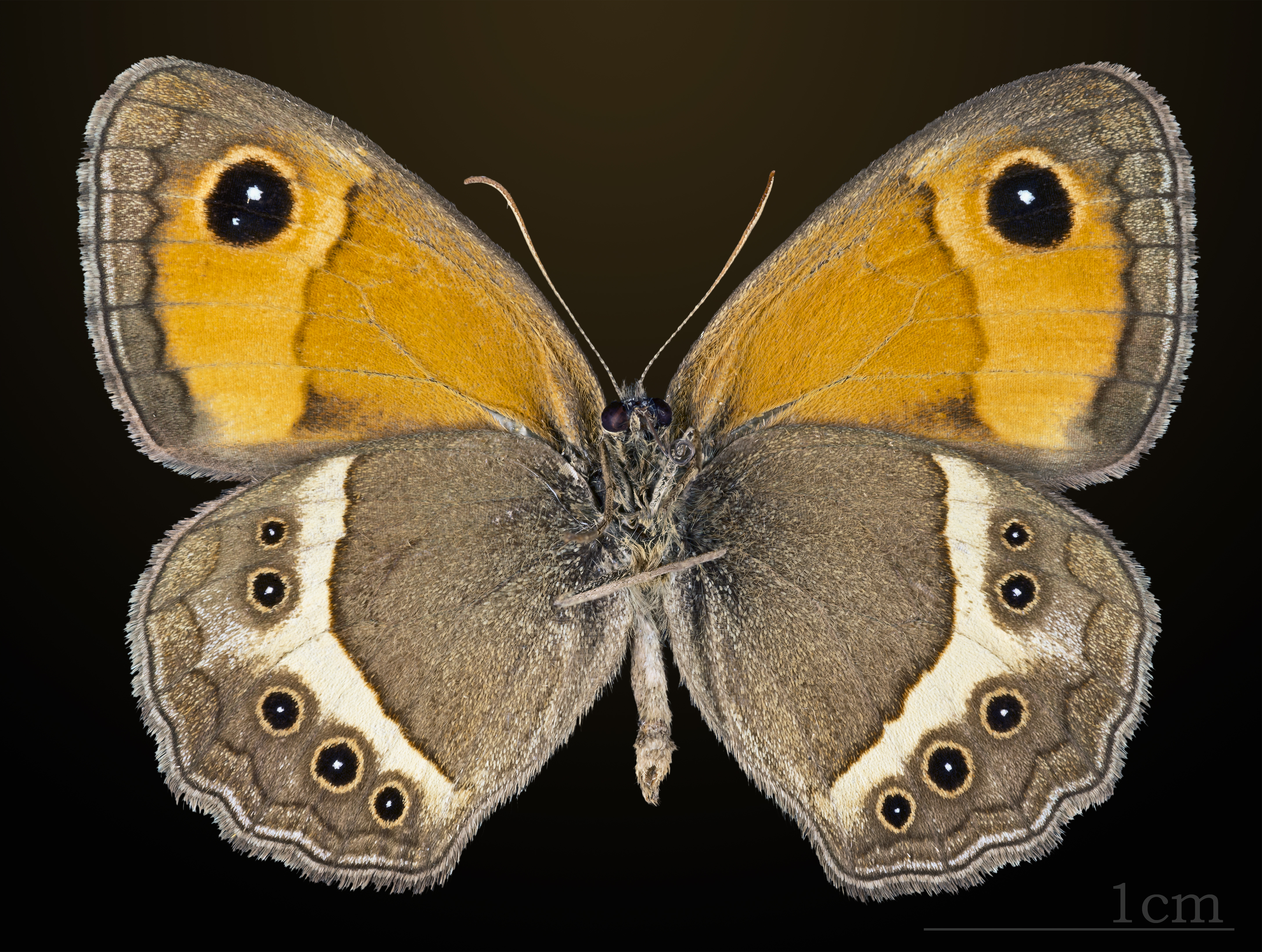
Saltabardisses cintada ♂ △
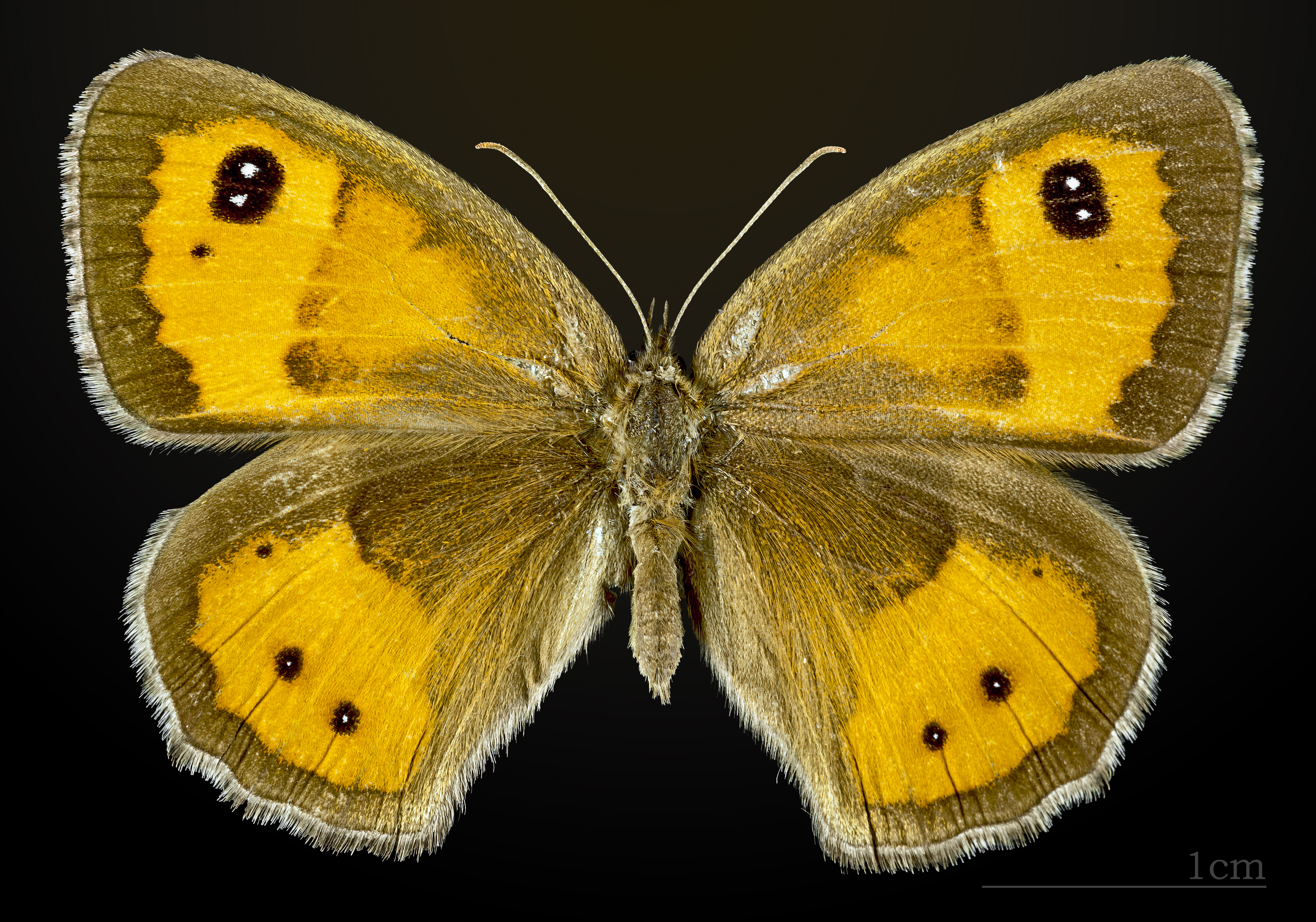
Saltabardisses cintada ♀
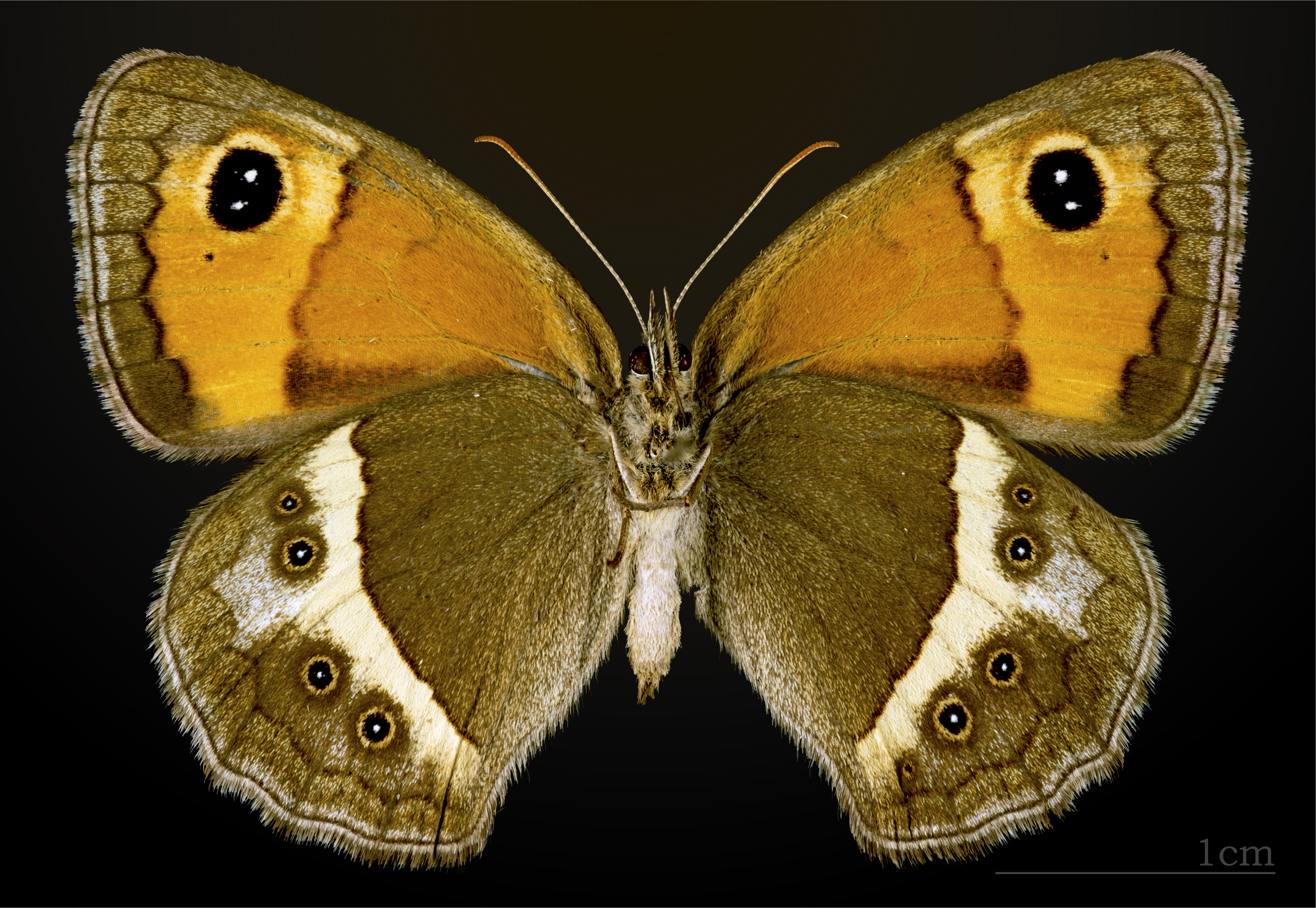
Saltabardisses cintada ♀ △

## Distribució
Es troba al Marroc, Algèria, oest de Tunísia, Portugal, Espanya (on està absent en àmplies zones del nord-oest) i sud-est de França seguint la costa fins a Ardèche i Var. A Àfrica vola entre els 700 i els 1.700 msnm, mentre que a Europa ho fa entre els 300 i els 1.700 msnm.

## Hàbitat
Zones arbustives i herboses, sovint en bosc obert. L'eruga s'alimenta de gramínies com Brachypodium sylvaticum, Brachypodium phoenicoides i Poa trivialis.

## Període de vol
Una generació a l'any. Els adults volen entre finals d'abril i juliol, depenent de la localitat. Hiberna com a eruga.

## Espècies ibèriques similars
- Saltabardisses europea (Pyronia tithonus)
- Saltabardisses de solell (Pyronia cecilia)